# 奧爾頓鎮區 (明尼蘇達州沃西卡縣)
奧爾頓鎮區（英語：Alton Township）是位於美國明尼蘇達州沃西卡縣的一個行政鎮區。

## 歷史
奧爾頓鎮區於1866年設立，得名自伊利諾伊州的阿爾頓。

## 地方資料
奧爾頓鎮區的面積為93.79平方千米，當中陸地面積為90.22平方千米，而水域面積為3.57平方千米。根據2020年美國人口普查的數據，當地共有人口412人，而人口密度為每平方千米4.39人。